# Disnomia
En la mitología griega Disnomia o Disnomía (Δυσνομία, Dysnomía, esto es «sin ley») era el daimon o espíritu femenino que personificaba el desorden civil y la ilegalidad. A veces puede ser transcrita, de forma prosaica, como el Desorden (palabra que entonces en español cambia de género). Como los otros grandes males de la humanidad, Disnomia era hija de Eris, la discordia, sin que se atribuya padre alguno. Según Hesíodo Disnomía y Ate son «compañeras inseparables».
En su actuar era compañera de Adikia (la injusticia), de Ate (la ruina) y de Hibris (la violencia), siendo su daimon opuesto Eunomia (el orden cívico). Así lo narraba Solón, que describió los grandes males que este espíritu había traído a los atenienses, en contraposición de los beneficios que traería la legislación y el orden en la ciudad.

### Otras denominaciones
En 2005, se eligió este nombre para designar a (136199) Eris I Disnomia, satélite del planeta enano Eris. Como anécdota curiosa Mike Brown eligió este nombre como una conexión con el nombre extraoficial de Eris (el nombre que tuvo antes de serle asignado uno por la IAU), que era Xena, por el personaje de la serie de televisión Xena: la princesa guerrera. La actriz que daba vida a Xena era Lucy Lawless, cuyo apellido Lawless, que significa "sin ley", es muy similar a la traducción de Disnomia al inglés, que es lawlessness (anarquía).